# エッカート数
エッカート数(英: Eckert number, Ec)とは、連続体力学における無次元数である。ある物体から十分離れた点における流体速度の二乗を、流体の比熱と、物体と流体間の温度差の積で割った値であり、物体周辺における圧縮性流体の挙動の研究に必要な定数である。オーストリア＝ハンガリー帝国生まれの学者、アーンスト・エッカート(1904 – 2004)に因んで名づけられた。

## 定義
以下の式にて定義される;
{\displaystyle \mathrm {Ec} ={\frac {u^{2}}{c_{p}\Delta T}}={\frac {\mbox{Heat  Dissipation  Potential}}{\mbox{Advective  Transport}}}}
ここで
- u は連続体の任意の点における流速
- cp は連続体の任意の点における定圧比熱
- {\displaystyle \Delta T} 物体と連続体の任意の点間の温度差